# Вилла Вескови
Вилла-дей-Вескови (итал. Villa dei Vescovi) — памятник истории и искусства, вилла, расположенная на вершине Эуганских холмов в Лувильяно, у селения Торреглия близ Падуи, региона Венето.
Здание было построено в эпоху итальянского Возрождения по образцу древнеримского дома. Вилла знаменита фресками, созданными в подражание античным. Она объявлена национальным памятником и с 2005 года принадлежит Итальянскому фонду охраны окружающей среды (FAI).

## История
Первым зданием на холме, где ныне находится вилла, вероятно, была средневековая церковь, посвященная Святому Мартину. Затем, предположительно в конце XV века, церковь была перенесена выше, чтобы освободить место для дома прелатов, спроектированного по распоряжению епископа Якопо Зенона Бартоломео Боном как место отдыха и летняя резиденция епископов Падуи. Первое здание было расширено в 1501 году и перестроено между 1529 и 1543 годами по приказу кардинала Франческо Пизани.
Руководство всеми работами кардинал поручил администратору епископского престола Альвизе Корнаро, который воспользовался помощью веронского архитектора Джованни Марии Фальконетто. После смерти последнего в 1535 году работы были продолжены его учеником Андреа да Валле. В проектировании и строительстве участвовал Джулио Романо, которому Пизани дважды писал летом 1542 года. Фрески в конце 1543 года были поручены фламандскому художнику Ламберту Сустрису. Согласно документальным свидетельствам, вклад внес также Гуальтьеро Даль’Арзере, известный как «Il Padovano».
В этом уединённом месте Франческо Пизани собирал интеллектуальный кружок, куда входили известные литераторы, музыканты и писатели-гуманисты того времени, среди которых был Анджело Беолько, известный как Рузанте, друг Альвизе Корнаро.
Комплекс оставался собственностью епископов Падуи до 1962 года, когда он был выставлен на продажу. Во время Второй мировой войны он был оккупирован немцами и использовался для духовного воспитания молодежи. Позднее вилла была выкуплена Витторио и Джулианой Ольчезе. Были восстановлены оригинальные конструкции здания и обнаружены фрески XVI века, покрытые несколькими слоями штукатурки. В 2005 году по желанию покойного Витторио Ольчезе семья передала весь комплекс и его обстановку в дар фонду Окружающей среды Италии (Ambiente Italiano), который инициировал новую реставрацию комнат. Ныне вилла действует как музей.

## Архитектура
Вилла построена по образцу древнеримского дома. Её можно считать первым примером нового вкуса к заново открытому римскому наследию в глубинке Серениссимы («Светлейшей», поэтическое название Венецианской республики). Здание, возведённое на вершине холма, типа бельведера, имеет два этажа. Нижний, рустованный фактурным известняком оформлен лоджией и многомаршевой лестницей с балюстрадой. Верхний бельведер также окружён лоджией.
Во второй половине XVIII века распределение внутренних пространств основного этажа было изменено: имплювий и внутренний двор были закрыты, созданы четыре боковые комнаты с центральным залом по классическому плану поздних венецианских вилл.
После Тридентского собора считалось, что обнажённые фигуры не подходят для дома прелата, и их прикрывали драпировки. В 1630 году, в год эпидемии чумы, стены были покрыты известью в гигиенических целях. В середине XVIII века комнаты были дополнительно изменены в соответствии со вкусом того времени путем добавления декора из искусственной лепнины. Оригинальные фрески были вновь обнаружены только в 1966 году Алессандро Балларином и восстановлены Клауко Бенито Тиоццо.
Комплекс виллы включает огороженный парк с оливковой рощей и виноградником, деревенские постройки и бывшую резиденцию управляющего с конюшнями. Периметр парка прерывают четыре монументальных портала. В центральном здании среди внешних украшений (маски, розетки, букрании) выделяется герб со львом, поднявшимся на задних лапах, — покровителя кардинала Франческо Пизани.

## Интерьер
Комнаты на первом этаже не имеют отделки. В центре находится каменный колодец, напоминающий о древнем имплювии. Фрески лоджий изображают фальшивые арки, украшенные перголами и виноградными лозами, «открывающими вид» на воображаемые пейзажи. Все это — работа голландца Ламберта Сустриса, известного пейзажиста, родившегося в Амстердаме в 1515 году, но с раннего возраста начавшего свою деятельность в Риме, откуда он прибыл в Падую в 1541 году из Венеции, где он, вероятно, посещал мастерскую Тициана. Цикл фресок, очевидно, создан под влиянием теорий Альвизе Корнаро, связанных с легендами классического мира, уже применёнными в других организованных им работах, таких как Падуанский Одеон.
Интерьеры виллы включают «Салон Древних Фигур» (Salone delle Figure all’antica) с изображениями на древнеримские темы и сюжеты, «Комнату путто» (Stanza del Putto), на стенах которой изображены пейзажи с морскими горизонтами и сельской местностью, усеянной древними руинами, деревенскими домами, картинами, подобными настоящему виду из окон, выходящих на Эуганские холмы. Название комнаты происходит от путто (младенца) на переднем плане, сидящего на постаменте рядом с металлической урной и намеревающегося съесть виноград. На противоположной стене изображены сцены из мифа об Аполлоне и Дафне, в котором нимфа превращается в лавр.
На фресках других комнат также изображены пейзажи с античными руинами, поэт Орфей, играющий на лире со своей спутницей Эвридикой, Аполлон, наказывающий сатира Марсия. Многие орнаментальные мотивы в двух комнатах с восточной стороны восходят к убранству Золотого дома императора Нерона в Риме.

## Галерея

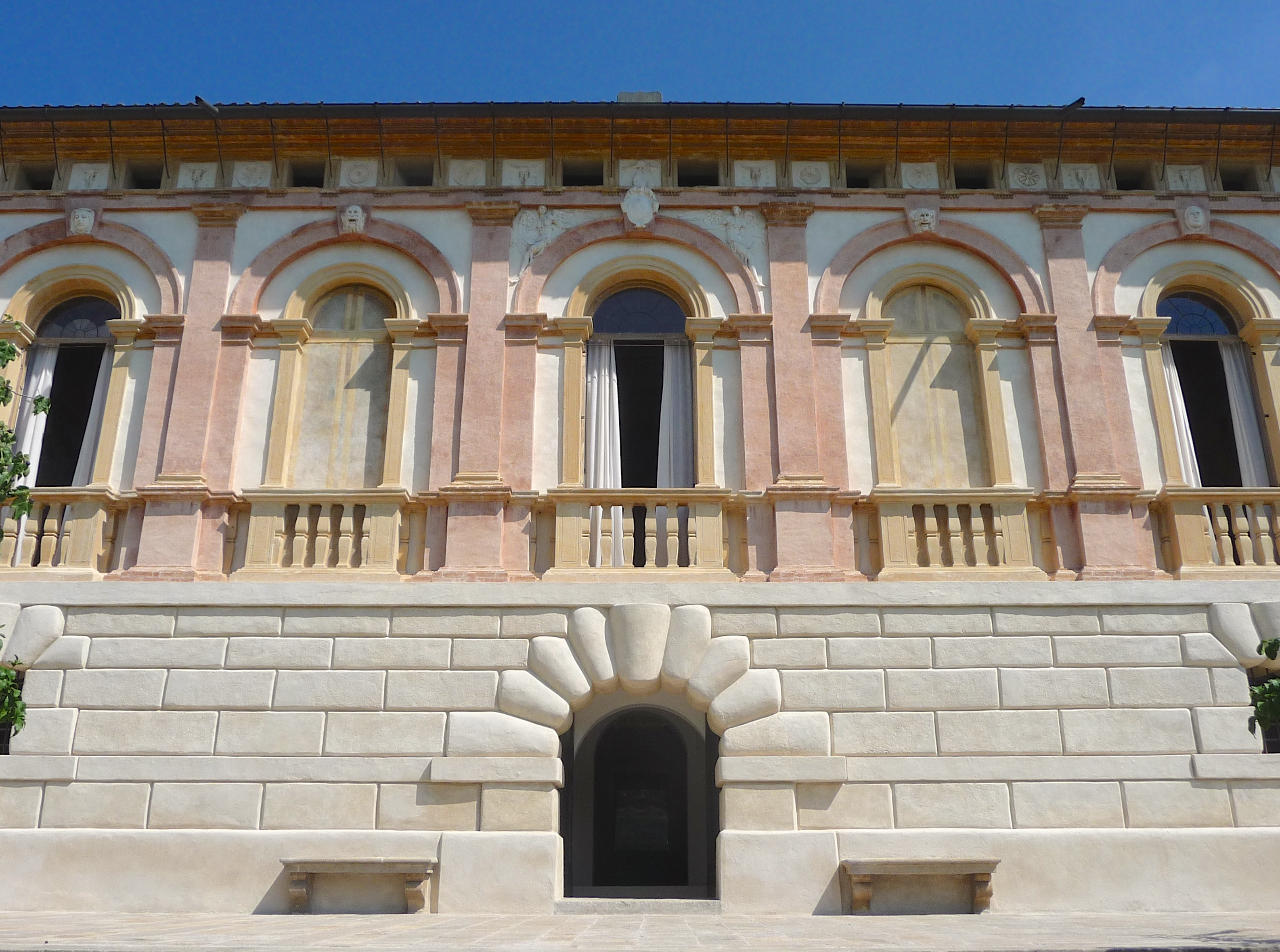
Главный фасад. Деталь
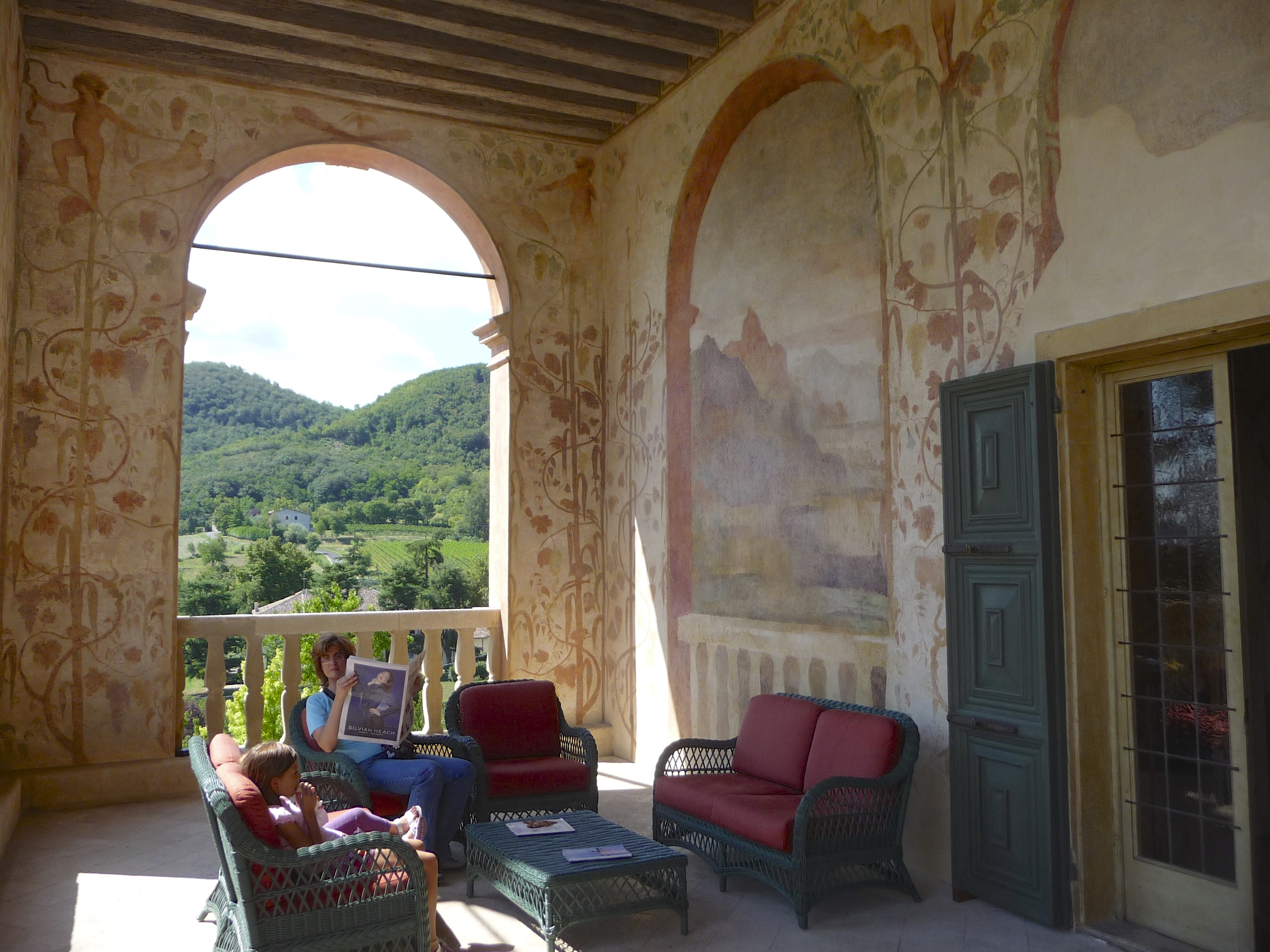
Лоджия
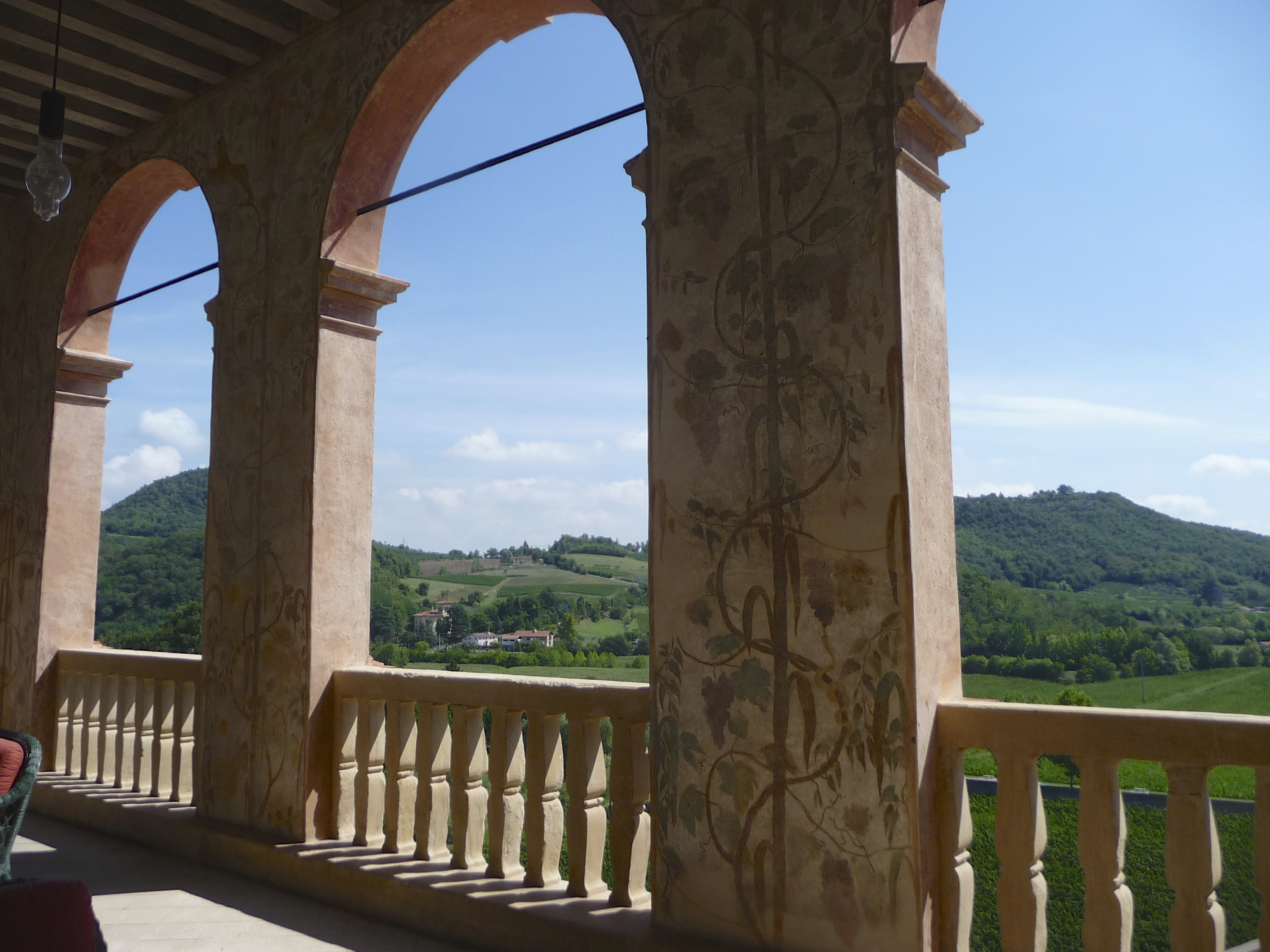
Вид из лоджии
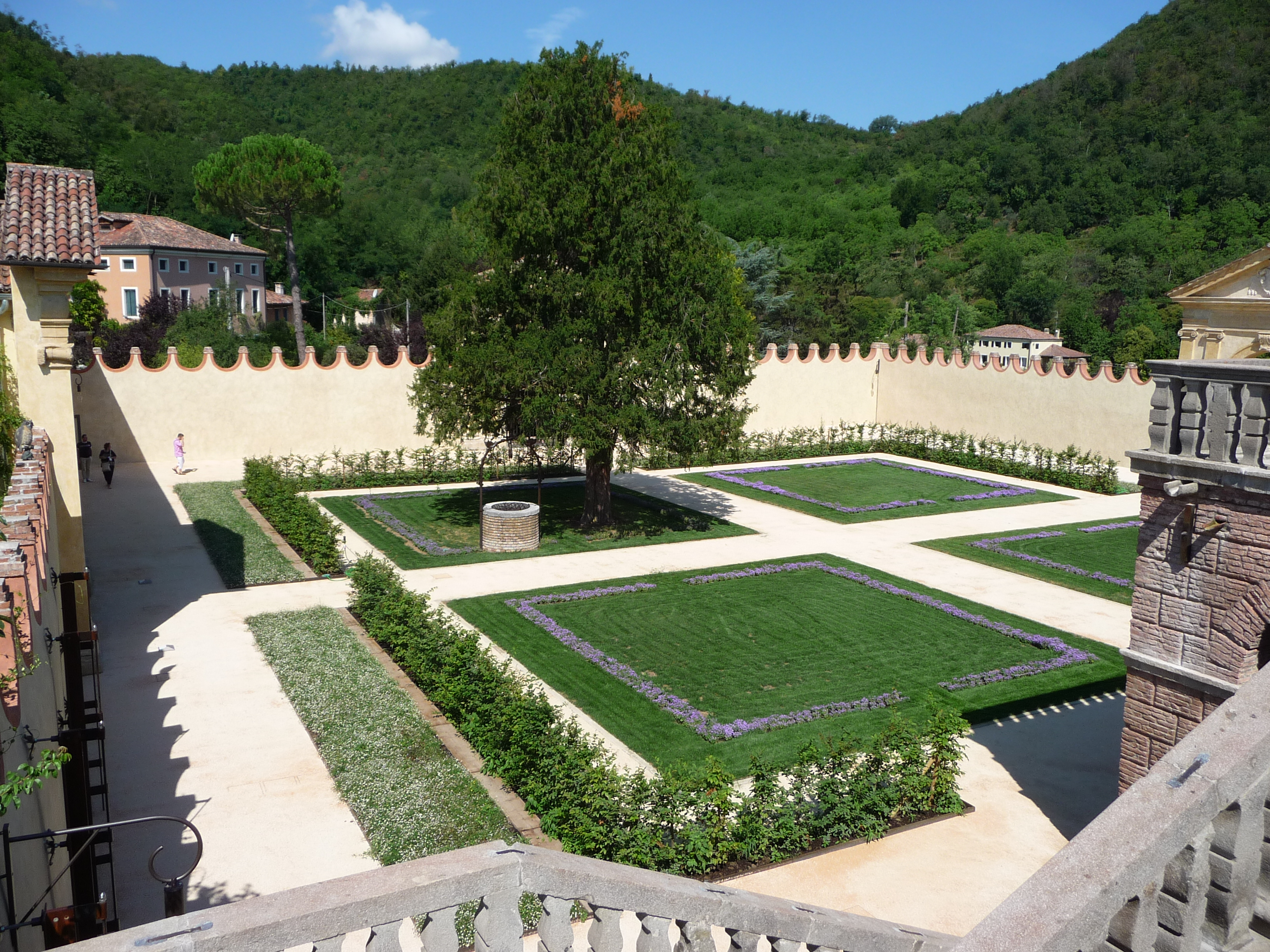
Сад
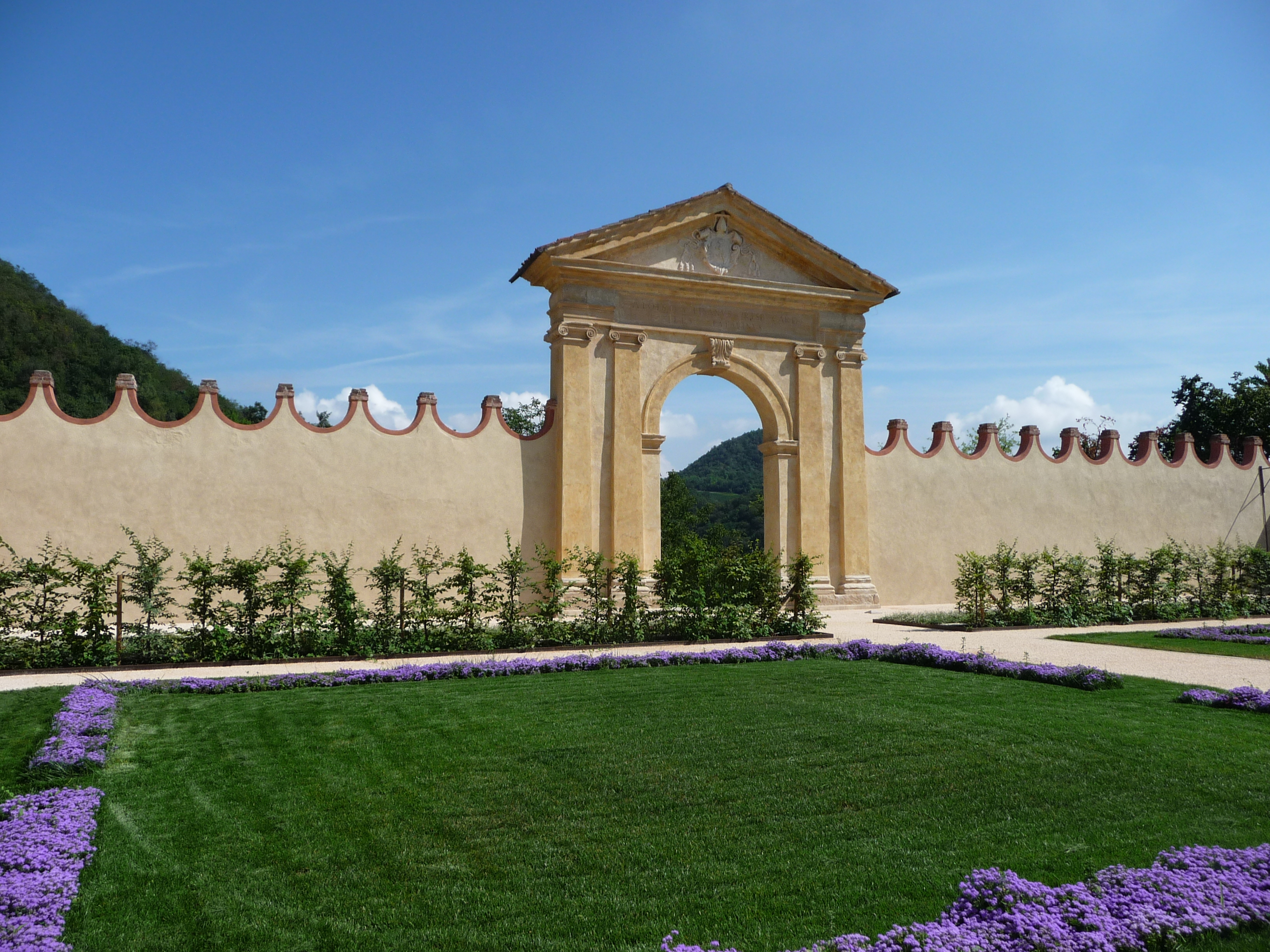
Ограда сада
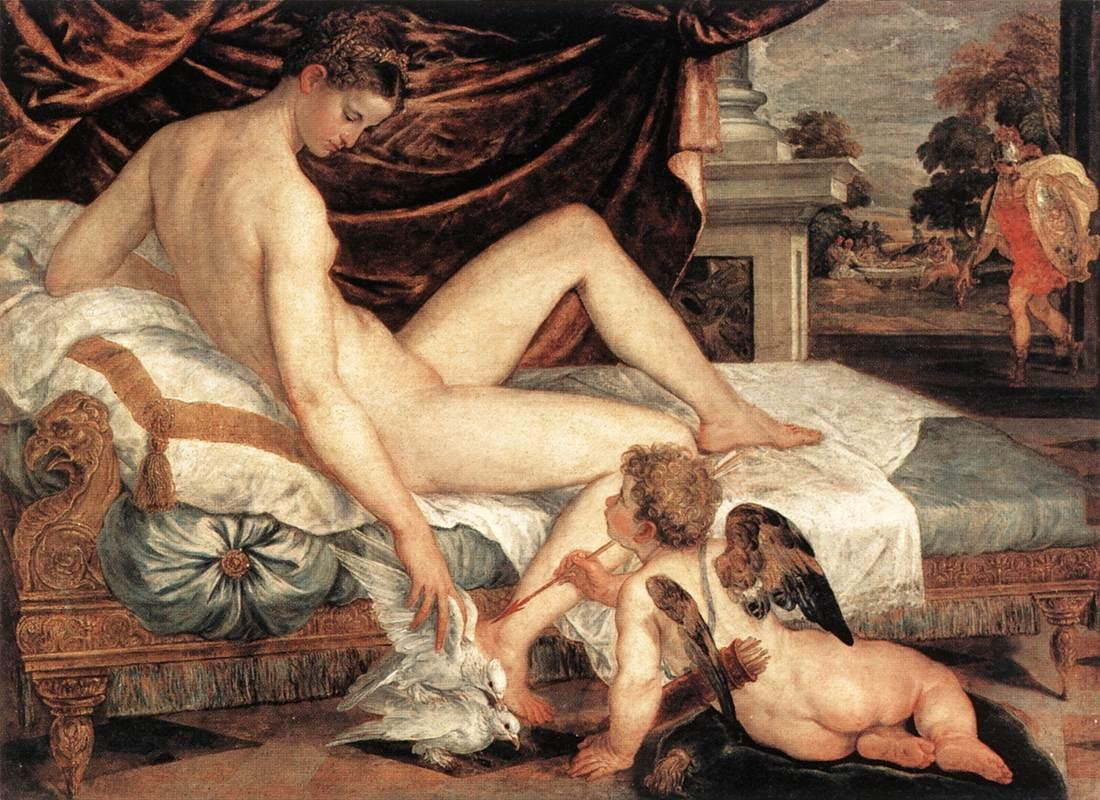
Л. Сустрис. Венера и купидон. Ок. 1560. Холст, масло. Лувр, Париж